# Rubén Lezcano
Rubén Darío Lezcano Portillo (* 9. Februar 2004 in Repatriación, Caaguazú) ist ein paraguayischer Fußballspieler.

## Karriere

### Verein
Von der U19 von Club Libertad kommend, ging er zur Saison 2022/23 in den Kader ersten Mannschaft über. Sein Liga-Debüt hatte er dann am 31. Juli 2022 bei einem 4:0-Sieg über Resistencia SC. Ab April 2023 bekam er dann auch erste Einsätze in der Copa Libertadores mit seinem Team. Im Jahr 2023 gewann er mit Libertad sowohl die Apertura als auch die Clausura.
Im Februar 2025 wechselte Lezcano nach Brasilien, wo er in Rio de Janeiro einen Kontrakt bei Fluminense FC unterzeichnete.

### Nationalmannschaft
Im Dezember 2023 wurde er erstmals für die paraguayische U23 für die Vorbereitung vor dem Qualifikationsturnier für Olympia nominiert. Dort kam er auch einmal zum Einsatz. Bei dem Turnier selbst stand er dann in einer von sieben Partien auf dem Platz. Am Ende landete er mit seinem Team hier auf dem ersten Platz der Endgruppe und qualifizierte sich so für die Spiele in Paris.